# San Cayetano (ort i Colombia, Cundinamarca, lat 5,30, long -74,07)
San Cayetano är en ort i Colombia.   Den ligger i departementet Cundinamarca, i den centrala delen av landet, 80 km norr om huvudstaden Bogotá. San Cayetano ligger 2 160 meter över havet och antalet invånare är 699.
Terrängen runt San Cayetano är varierad. Runt San Cayetano är det ganska glesbefolkat, med 30 invånare per kvadratkilometer. Närmaste större samhälle är La Mesa, 17,3 km öster om San Cayetano. I omgivningarna runt San Cayetano växer i huvudsak städsegrön lövskog.